# Namaquella samanthae
Espèce
Namaquella samanthae est une espèce d'araignées aranéomorphes de la famille des Trachelidae.

## Distribution
Cette espèce est endémique du Cap-Occidental en Afrique du Sud,. Elle se rencontre vers Hermanus.

## Description
La carapace du mâle holotype mesure 1,70 mm de long sur 1,43 mm et l'abdomen 1,73 mm de long sur 1,17 mm.

## Systématique et taxinomie
Cette espèce a été décrite par Haddad en 2025.

## Étymologie
Cette espèce est nommée en l'honneur de Samantha, l'épouse de Charles R. Haddad.

## Publication originale
- Haddad, 2025 : « And they just keep coming: four new genera of dark sac spiders from southern Africa (Araneae, Trachelidae). » African Invertebrates, vol. 66, no 1, p. 19-64 (texte intégral).